# جون فرينش (موسيقي)
جون فرينش (بالإنجليزية: John French)‏ هو موسيقي ومغني أمريكي، ولد في 29 سبتمبر 1949 في سان بيرناردينو في الولايات المتحدة.

## وصلات خارجية
- جون فرينش على موقع ميوزك برينز (الإنجليزية)
- جون فرينش على موقع ديسكوغز (الإنجليزية)